# NGC 3081
NGC 3081 (другие обозначения — IC 2529, ESO 499-31, MCG −4-24-12, NPM1G −22.0176, AM 0957-223, PGC 28876) — галактика в созвездии Гидра.
Этот объект входит в число перечисленных в оригинальной редакции «Нового общего каталога».
Находится на расстоянии около 86 миллионов световых лет от Солнечной системы и относится к группе сейфертовских галактик типа II. Галактика относится к спиральному типу, её центр окружает яркое кольцо, в котором сконцентрировано множество молодых звезд и интенсивно проходят процессы звездообразования. Как считают учёные, в центре NGC 3081 находится сверхмассивная чёрная дыра.